# Acanthoscurria cordubensis
Acanthoscurria cordubensis é uma espécie de aranha pertencente à família Theraphosidae (tarântulas). É encontrada na Argentina e foi descrita por Thorell em 1894.